# Mike White (giocatore di football americano)
Mike White (Pembroke Pines, 25 marzo 1995) è un giocatore di football americano statunitense che milita nel ruolo di quarterback per i Buffalo Bills della National Football League (NFL).

## Carriera

### Dallas Cowboys
White fu scelto nel corso del quinto giro (171º assoluto) del Draft NFL 2018. Vi rimase per una sola stagione come terzo quarterback nelle gerarchie della squadra.

### New York Jets
Il 25 settembre 2019 White firmò con i New York Jets. Nella settimana 7 della stagione 2021, dopo un infortunio del quarterback titolare Zach Wilson, fece il suo debutto come professionista nel secondo quarto contro i New England Patriots. La sua partita si chiuse con 202 yard passate, un touchdown e 2 intercetti nella sconfitta per 54–13. La settimana successiva partì per la prima volta come titolare contro i Cincinnati Bengals, passando 405 yard, 3 touchdown e 2 intercetti nella vittoria per 34–31. Divenne così il primo quarterback dei Jets da Vinny Testaverde nel 2000 a passare almeno 400 yard e il primo a riuscirvi nella sua prima gara come titolare da Cam Newton nel 2011. Per questa prestazione fu premiato come miglior giocatore offensivo della AFC della settimana e come quarterback della settimana.
Dopo delle cattive prestazioni di Wilson, prima della settimana 12 della stagione 2022, White fu nuovamente nominato titolare. La sua prova contro i Chicago Bears fu di alto livello, passando 315 yard e 3 touchdown nella vittoria per 31-10, venendo premiato come quarterback della settimana. Sette giorni tentò un nuovo primato personale di 57 passaggi ma subì anche due intercetti e i Jets furono sconfitti dai Minnesota Vikings. La settimana successiva contro i Buffalo Bills passò 268 yard ma subì numerosi duri colpi dalla difesa dei Bills. Fu costretto a lasciare la partita per due volte ma in entrambi i casi optò per fare ritorno in campo. I Jets persero per 20–12. In seguito fu rivelato che aveva subito due infortuni alle costole, venendo ricoverato all'ospedale di Buffalo come misura precauzionale. Con White infortunato, Wilson tornò titolare nelle successive due partite, entrambe perdute. Tornò titolare nel penultimo turno contro i Seattle Seahawks ma subì 2 intercetti e portò l'attacco a segnare solo 6 punti nella sconfitta.

### Miami Dolphins
Il 13 marzo 2023 White firmó con i Miami Dolphins un contratto biennale.

## Palmarès
- Giocatore offensivo della AFC della settimana: 1

8ª del 2021
- Quarterback della settimana: 2

8ª del 2021 e 12ª del 2022